# Nāngal Township
Nāngal Township är en ort i Indien.   Den ligger i distriktet Rupnagar och delstaten Punjab, i den norra delen av landet, 300 km norr om huvudstaden New Delhi. Nāngal Township ligger 364 meter över havet och antalet invånare är 44 176.
Terrängen runt Nāngal Township är platt åt sydväst, men åt nordost är den kuperad. Runt Nāngal Township är det ganska tätbefolkat, med 160 invånare per kvadratkilometer. Nāngal Township är det största samhället i trakten. Trakten runt Nāngal Township består till största delen av jordbruksmark.